# Дывиты (гмина)
Дывиты (пол. Dywity) — сельская гмина (волость) в Польше, входит как административная единица в Ольштынский повят, Варминьско-Мазурское воеводство. Население — 8689 человек (на 2004 год).

## Демография
Данные по переписи 2004 года:
| Перепись                       | Всего   | Всего | Женщины | Женщины | Мужчины | Мужчины |
| ------------------------------ | ------- | ----- | ------- | ------- | ------- | ------- |
| Единицы                        | человек | %     | человек | %       | человек | %       |
| Население                      | 8689    | 100   | 4400    | 50,6    | 4289    | 49,4    |
| Плотность населения (чел./км²) | 54,1    | 54,1  | 27,4    | 27,4    | 26,7    | 26,7    |

## Сельские округа
1. Баркведа
2. Бронсвалд
3. Буквалд
4. Домбрувка-Велька
5. Дывиты
6. Фрончки
7. Гады
8. Градки
9. Кезлины
10. Лугвалд
11. Мыки
12. Нове-Влуки
13. Редыкайны
14. Розгиты
15. Ружново
16. Сенталь
17. Слупы
18. Спренцово
19. Тулавки
20. Зальбки

## Соседние гмины
1. Гмина Барчево
2. Гмина Добре-Място
3. Гмина Езёраны
4. Гмина Йонково
5. Ольштын
6. Гмина Свёнтки